# Райнгольд Куцки
Райнгольд Куцки (нім. Reinhold Kutzky; 11 жовтня 1895, Берлін — 28 грудня 1971, Бремен) — німецький офіцер, генерал-майор вермахту. Дипломований інженер. Кавалер Німецького хреста в сріблі.

## Біографія
20 жовтня 1914 року поступив на службу в 2-й телеграфний батальйон. З 4 вересня 1916 по 27 березня 1917 року — керівник важкої радіостанції 6-го вищого кавалерійського командування. З 27 березня по 27 липня 1917 року — командир 81-го малого відділу радіозв'язку. З 27 липня по 14 листопада 1917 року — керівник 315-ї радіостанції. З 14 листопада 1917 по 5 січня 1918 року — консультант з радіо при командирі 608-ї групи зв'язку. З 5 січня по 26 грудня 1918 року — командир відділу радіозв'язку 54-ї дивізії. 
З 26 грудня 1918 року — ад'ютант 11-го батальйону зв'язку, потім — ад'ютант 111-го батальйону зв'язку. З 1 жовтня 1919 по 1 жовтня 1920 року служив у 20-му батальйоні зв'язку, з 1 жовтня 1920 по 1 березня 1922 року — у 1-му батальйоні зв'язку. З 1 березня 1922 по 1 жовтня 1926 року — ад'ютант 7-го відділу Інспекції озброєнь та амуніції Імперського міністерства оборони (RWM). З 1 жовтня 1926 по 1 жовтня 1927 року служив у 3-му батальйоні зв'язку. З 1 жовтня 1927 по 1 жовтня 1929 року служив у 3-му артилерійському полку. З 1 жовтня 1929 по 1 квітня 1932 року служив у 9-му гірському полку. Одночасно в 1927-1932 роках навчався у Технічному коледжі в Шарлоттенбурзі. З 1 квітня 1932 по 1 квітня 1933 року служив у  відділ озброєнь RWM. З 1 квітня 1933 по 1 серпня 1935 року — командир роти 3-го батальйону зв'язку. З 1 серпня 1935 по 4 лютого 1938 року — консультант Імперського військового міністерства (RKM).
З 4 лютого 1938 по 1 квітня 1940 року — консультант ОКГ. З 1 квітня по 1 серпня 1940 року — начальник відділу ОКГ з питань комунікацій вермахту. З 1 серпня 1940 по 10 березня 1942 року — командир 563-го полку зв'язку. З 10 березня по 10 вересня 1942 року — командир частин прослуховування на Південному Сході. З 10 вересня 1942 по 15 березня 1943 року — командир 2-ї розвідки зв'язку. З 15 березня 1943 по 20 лютого 1945 року — керівник частин зв'язку 7-ї армії. З 20 лютого 1945 року — керівник частин зв'язку групи армій «G». 8 травня 1945 року взятий в полон, звільнений 1 липня 1947 року.

## Звання
- Фанен-юнкер (20 жовтня 1914)
- Лейтенант (20 вересня 1915)
- Обер-лейтенант (1 квітня 1925)
- Гауптман (1 квітня 1930)
- Майор (1 грудня 1935)
- Оберст-лейтенант (1 січня 1939)
- Оберст (1 листопада 1940)
- Генерал-майор (9 листопада 1944)

## Нагороди

### Перша світова війна
- Залізний хрест
  - 2-го класу (10 червня 1916)
  - 1-го класу (15 березня 1918)
- Нагрудний знак «За поранення» в чорному (25 червня 1918)

### Міжвоєнний період
- Почесний хрест ветерана війни з мечами (20 грудня 1934)
- Пам'ятна військова медаль (Австрія) (22 жовтня 1935)
- Медаль «За вислугу років у Вермахті»
  - 4-го, 3-го, 2-го і 1-го класу (18 років) (2 жовтня 1936) — отримав 3 медалі одночасно.
  - 1-го класу (25 років) (3 серпня 1939)

### Друга світова війна
- Хрест Воєнних заслуг 2-го (18 грудня 1940) і 1-го класу з мечами
- Застібка до Залізного хреста
  - 2-го класу (10 червня 1941)
  - 1-го класу (25 липня 1941)
- Медаль «За зимову кампанію на Сході 1941/42» (24 серпня 1942)
- Німецький хрест в сріблі (30 серпня 1944)